# Prosecké skály
Prosecké skály jsou přírodní památka, která se nachází na rozhraní pražských čtvrtí Prosek a Libeň v okolí ulic Nad Kundratkou a Na Rozhraní. Jedná se o skalní útvar tvořený stěnami starých lomů na cenomanský pískovec české spodní křídy, přírodní výchozy skal zde nejsou zastiženy. V oblasti se nachází systém umělých podzemních chodeb, které vznikly těžbou písku (někdy bývá mylně uváděno, že jde o přírodní jeskyně). Největší systém je podzemí Hamplovy (Klikovy) pískovny novodobě známý pod názvem Močálka.

## Historie
Přírodní památka Prosecké skály byla vyhlášena 29. června 1968.

## Přírodní poměry

### Geologie

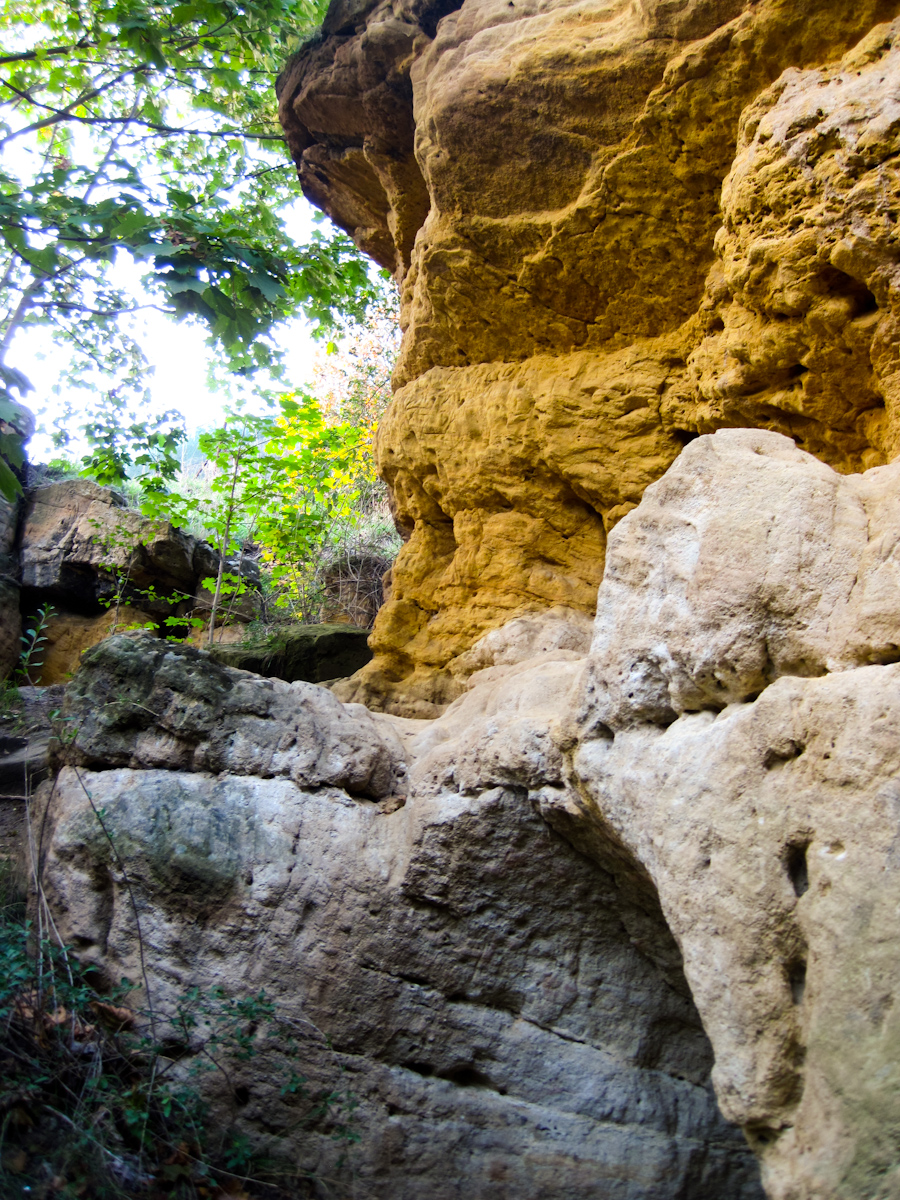
Rozdílné barvy sedimentačních vrstev

Dominantou PP je otevřený profil cenomanským souvrstvím pískovců a dokumentuje vývoj české křídové pánve na území Prahy. Spodní světlejší vrstva je tvořená rozpadavým bílým pískovcem usazeným v sladkovodním prostředí, horní vrstva vytváří hrubozrnné pískovce rezavé barvy, které se ukládaly v mořském prostředí.
Pískovcový masiv je porušen vlivem zlomů s převažující saxonskou tektonikou, gravitačním sjížděním pískovcových bloků po svahu do údolí, mimo jiné důsledku kvartérního glaciálního promrzání. V lokalitě se nalézají vertikální pseudokrasové dutiny a valouny černých silicitů. Masiv je značně destabilizován, čemuž dříve přispívala těžba v otevřených a v současnosti již zčásti zasypaných opukových lomech, vnikání kanalizační, vodovodní a srážkové vody a další antropogenní vlivy (bezdomovci, narkomani, dobrodruzi, příznivci geocachingu, urbexu atp).

### Podzemí
Rozsáhlý systém chodeb Hamplovy pískovny (později Klikovy) se nachází na jižním okraji prosecké plošiny, na území městské části Praha 8 v katastrálním území Libeň. Podzemní systém byl novodobě nazván Močálka z důvodu zaplavení podzemí splašky z porušené kanalizace. Současná délka chodeb je asi 700 m, hypotéza o rozsahu 5–7 km patří do oblasti pohádek, to prokázal průzkum v letech 1965–69 a znovu potvrdila štola z let 2000–2001. Předmětem těžby byl bílý, kaolinický, rozpadavý pískovec perucko-korycanských vrstev. Těžba probíhala ručně.
Počátky těžby jsou písemně zachyceny až koncem 19. století ale těžba zde probíhala především v první polovině 20. století. Největší rozmach těžby byl v prvních desetiletí 20. století, kdy probíhal největší stavební boom v Libni a Vysočanech, jako i výroba stavebních hmot v nedalekých cihelnách, ale jednalo se o zcela marginální podzemní těžbu v celkovém objemu cca 2–3 kilotun písku, což bylo poměrně nepodstatné oproti jiným povrchovým pískovnách (pískovým lomům) v okolí. Takřka celá hrana Prosecké plošiny – tedy Prosecké skály – jsou řadou několika stěnových lomů, největší pískový lom byl nad ulicí Na ztracené vartě. Písek se v těchto lomech získával odlamováním bloků rozpadavého pískovce, který se nechával působením povětrnostních vlivů zvětrat na kopný písek, popř. se tloukl, pevnější kusy se používaly jako stavební kámen horší kvality. Kde byly v okolí Prahy vyvinuty pevné vrstvy peruckého kvádrovce, ten se dobýval na jakostní kámen a to i v podzemních lomech. V Libni, Proseku a Střížkově se v podzemí těžilo výhradně na písek. Za 2. sv. války bylo podzemí Hamplovy pískovny adaptováno na protiletecký kryt.
V letech 1965–1968 v místě Hamplovy pískovny proběhl rozsáhlý inženýrsko-geologický průzkum z důvodů výstavby Sídliště Prosek, zaměřený na vyhledávání podzemí. Vyrazila se zde řada průzkumných vrtů, několik šachet ze kterých se vyrazily stovky metrů chodeb průzkumné štoly, tzv. „Téčko“ ve tvaru písmene T, jehož horní ramena šla pod ulicí Na vyhlídce, dřík od dnešního č.p. 395, kolmo na tuto ulici. Po ukončení průzkumu byly šachty zasypány, štoly zůstaly volné, krom východního křídla, které bylo založeno, neboť se zde plánovala výstavba stadionu a sportoviště. V bezprostřední blízkosti průzkumné šachty Š1 byl později postaven okál č.p. 395 k.ú, Prosek, jehož nároží bylo založeno přímo na místě ohlubně bývalé průzkumné šachty Š1. Z důvodů zavodnění ze svodu dešťové vody ze střechy domu, zaústěného do vsakovací jímky na místě bývalé šachty Š1, zásyp této šachty slehnul a roh domu č.p. 395 prasknul (havárie podobného typu se stala nedávno na místě šachty Š2). V roce 2000–2001 Praha 9 nechala pod záminkou sanace tohoto prasklého domu č.p. 395 vyrazit novou šachtu a štolu, jejímž skutečným účelem bylo ale zpřístupnění podzemí pro veřejnost z pozemků městské části Praha 9, tak aby se Praha 9 mohla zmocnit podzemí s historickým vstupem nacházejícím se území jiné městské části – Prahy 8 – navíc na pozemku soukromých vlastníků, kteří si zpřístupnění podzemí Prahou 9 na svých pozemcích nepřáli (resp. žádali oprávněnou finanční kompenzaci). Šachta a štola byla vyražena pod záminkou havarijní situace s účelem údajné sanace, tak aby Praha 9 nemusela vypisovat veřejnou soutěž na dodávku hornických razicích prací a aby majitelé pozemků s historickým podzemím na Praze 8 nemohli oponovat rozhodnutí o umístění stavby – ostatně formálně nešlo o stavbu ani zpřístupnění podzemí, ale o „sanaci havarijní situace“. Pokles rohu domu č.p. 395 do průzkumné šachty Š1 byl interpretován jako projev historického poddolování a mylně se předpokládalo, že se zde nachází mnoho kilometrů chodeb rozsáhlého podzemního systému, byť to již vyvrátil průzkum z let 1965–68. Je to zajímavý příklad, jak neověřené fámy a městské legendy ovlivňují investiční politiku velkoměsta.
Podzemí Hamplovy pískovny je dnes devastováno několikanásobným zatopením podzemí z porušené kanalizace, splašky do podzemí „Močálky“ dlouhodobě zatékaly hlavně koncem 80. let, v jižní části vznikly až 150 cm mocné usazeniny fekálních kalů. Podzemí bylo posprejováno narkomany a zabydleno bezdomovci, kteří si zde rozdělávali ohně a zbylo zde po nich velké množství tlejícího odpadu. Naposledy bylo podzemí zatopeno v roce 2012 z porušeného vodovodu. Tyto záplavy vedly k rozmočení pilířů a jejich postupnému narušení až destrukci. Dnes již větší část podzemí není vhodná pro zpřístupnění pro veřejnost z bezpečnostních a hygienických důvodů (přítomnost kalů z kanalizace). Svého času zde plánovala Praha 9 zpřístupnění po vzoru rozsáhlých solných dolů v rakouském Hallstattu, kdy Prosecké podzemí měl brázdit turistický důlní vláček a měly zde být další atrakce pro turisty, na které však zdejší podzemí nemá patřičný rozsah a dostatečně rozměrné prostory. Velkou stavební akci na zpřístupnění Proseckého podzemí měla investovat městská akciová společnost Kolektory Praha, předpokládaná částka měla být 70–90 milionů Kč. Po změnách ve vedení města za primátora Bohuslava Svobody byla tato akce zrušena. V nedávné době prodala Praha 9 pozemky včetně nově vyražené šachty a sanační štoly developerům z firmy Euro Project BETA, kteří se tak stali jediní majitelé nové šachty a štoly. Záměr developerů s nově vyraženým podzemím na Proseku je nejasný. Historická část podzemí podle zákona nadále patří vlastníkům pozemku na Praze 8 Libeň, kde se nachází původní vstup do historického podzemí. Praze 9 patří pouze velice malá část zavaleného a destabilizovaného podzemí zvaného jako Amerika. Zájem Prahy 9 na zvýšení turistického ruchu na Praze 9 se nyní orientuje na projekt Pragovka (plánovaná umělecká centra, muzea a bytová výstavba) v Kolbenově ulici ve Vysočanech.
V současné době se opět Praha 9 pokouší zpřístupnit pro veřejnost toto silně zdevastované historické podzemí na Praze 8, které ji nepatří a nikdy nepatřilo. Dne 22. května 2017 podala Praha 9, Odbor správy majetku žádost na zahájení územního a stavebního řízení na stavbu nazvanou „Prosecké skály – zpřístupnění historického podzemí Proseka“ na pozemku 117/1 v k.ú. Prosek v Praze 9, obsahující vodorovnou štolu délky 15,1 metru, jejíž součástí bude šachta o průměru 4,8 metru. Záměrem je propojit objekt nové vyhlídky na se stávajícím podzemím vyraženým v letech 2000–2001, dnes[kdy?] na pozemku firmy Euro projekt Beta, a tím obejít vlastnická práva majitelů pozemků na Praze 8, kde se nachází původní historické podzemí a vyhnout se tak územnímu a stavebnímu řízení na Praze 8 jako i nárokům majitelů dotčených pozemků na Praze 8. Tuto absurdní situaci umožnilo několik účelových vykonstruovaných posudků na objednávku Prahy 9, které zcela ignorují platné zákony ČR. Na tyto vlastní účelové posudky se nyní Praha 9 odvolává ve svých neoprávněných nárocích na vlastnictví podzemí na Praze 8.

### Flora
Z poloviny je území pokryto zbytky teplomilných stepních trávníků, tzv. Festucion valesiacae a Bromion erectii, ostatní plocha je zarostlá dřevinami či konkurenčně silnějšími bylinami. Zahrádkářská osada podél severního okraje PP se významně podílí invazními kultivary, otevřena místa zarůstají ostružinou a šípkem.
Přesto, že lokalita je vedena v katastru jako bezlesí, pozvolna zarůstá sukcesními dřevinami a křovinami, jako je jírovec maďal, trnovník akát, růže šípková, ostružiník. Fragmenty nejcennějších teplomilných trávníků svazu Festucion valesiacae a Bromion erectii, představuji např. hadinec obecný (Echium vulgare), hlaváč bledožlutý (Scabiosa ochroleuca), chrpa čekánek (Centaurea scabiosa), chrpa latnatá (Centaurea stoebe), velmi hojná jehlice trnitá (Ononis spinosa), nehojná kostřava žlábkatá (Festuca rupicola), krvavec menší (Sanguisorba minor), máčka ladní (Eryngium campestre), mařinka psí (Asperula cynanchica), prorostlík srpovitý (Bupleurum falcatum), pryšec chvojka (Euphorbia cyparissias), řepík lékařský (Agrimonia eupatoria), srpek obecný (Falcaria vulgaris) nebo válečka prapořitá (Brachypodium pinnatum).
Rozšiřuji se agresívní rostliny, např. ovsík vyvýšený (Arrhenatherum elatius), srha říznačka (Dactylis glomerata), pýr plazivý (Elytrigia repens), třtina křovištní (Calamagrostis epigeios) aj. V lokalitě vyskytuje chráněná strdivka sedmihradská (Melica transsilvanica) C4.

### Fauna

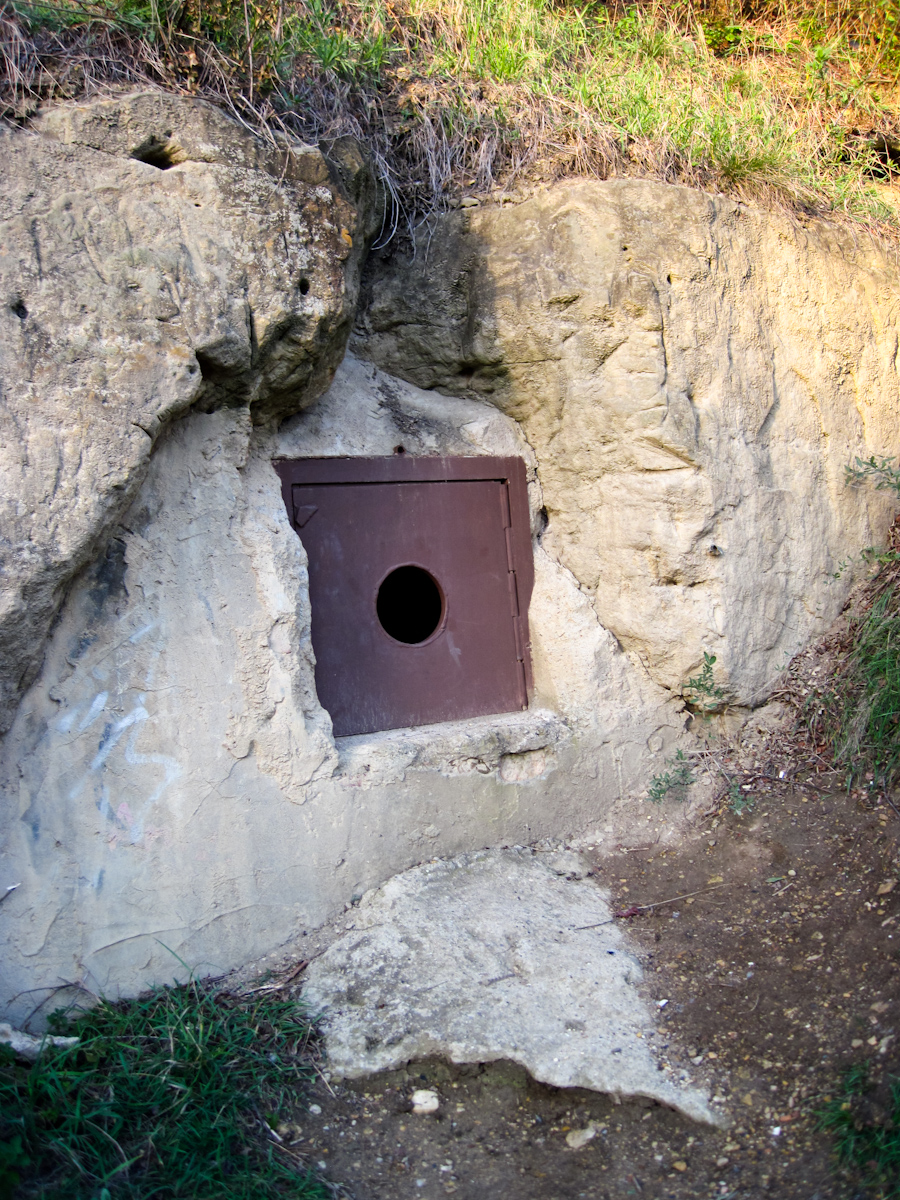
Otvor pro netopýry

K jihu orientované skalky poskytuji ukryty vhodné pro teplomilné druhy hmyzu, např. čmelák skalní (Bombus lapidarius).
Nejzajímavějšími zástupci živočišné říše v PP jsou silně až kritický ohrožené druhy netopýrů. Silně ohrožený netopýr ušatý (Plecotus auritus), kriticky ohrožení vrápenec malý (Rhinolophus hipposideros) a netopýr velký (Myotis myotis) a ohrožený netopýr brvitý (Myotis emarginatus) využívají podzemních prostor k přezimování.
Fauna, běžná pro danou zeměpisnou šířku je zde výrazně obohacená o stepní a mediteránní teplomilné druhy hmyzu. Spatříme tu jíž zmíněného čmeláka skalního (Bombus lapidarius), vosíka Polistes nimpha, vyskytuje zde přástevník starčkový (Hipocrita jacobae) a vřetenuška obecná (Thermophila filipendulae), vzácné mandelinky Aphthona cyparissiae, Clytra laeviuscula, Luperus lyperus, Phyllotreta vittula a nosatce Apion penetrans, Brachysomus villosulus, Coenorhinus pauxillus, Otiorhynchus fullo, Sitona longulus, Stomodes gyrosicollis, Trachyphloeus alternans. V minulosti byla spatřena ještěrka obecná (Lacerta agilis), ojediněle se vyskytuje silně ohrožený slepýš křehký (Anguis fragilis).

## Ochrana

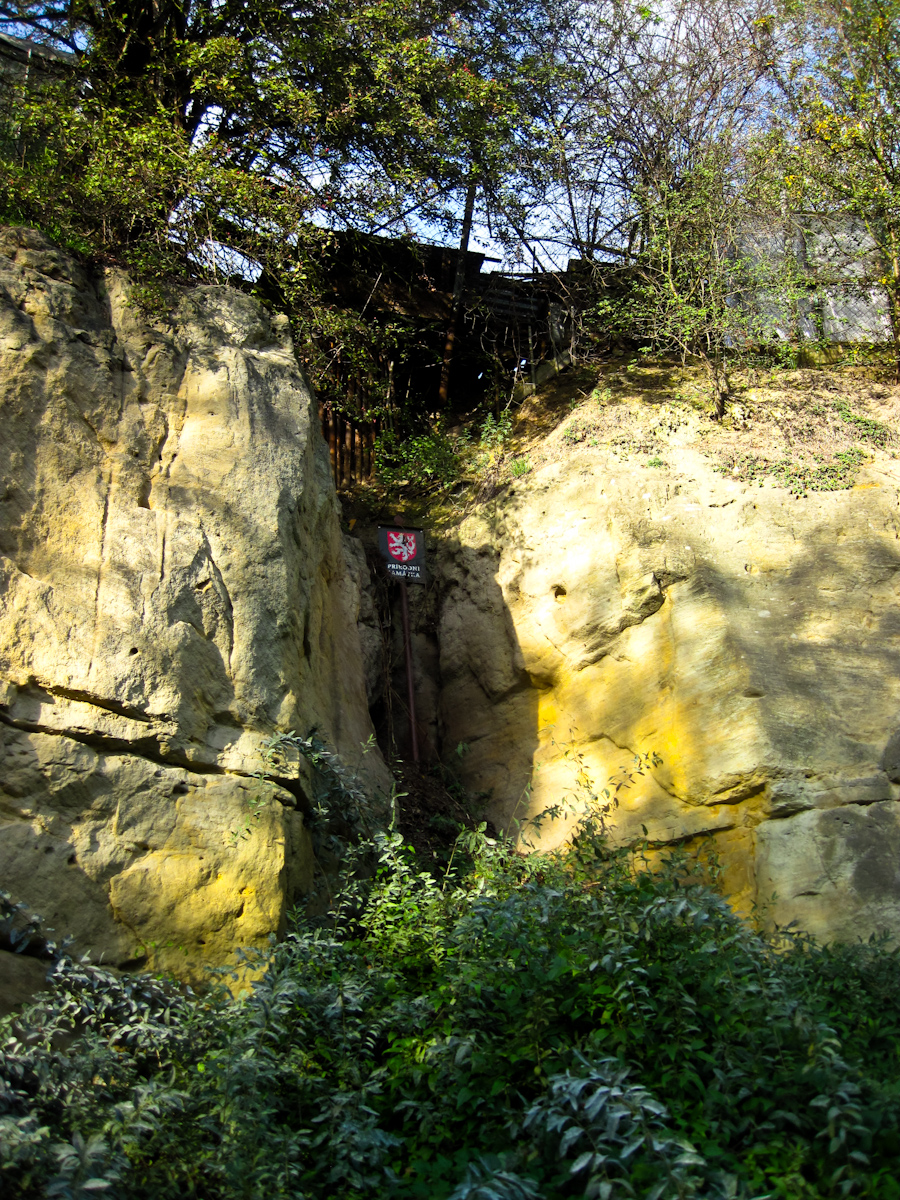
Zarůstání sukcesními plevely

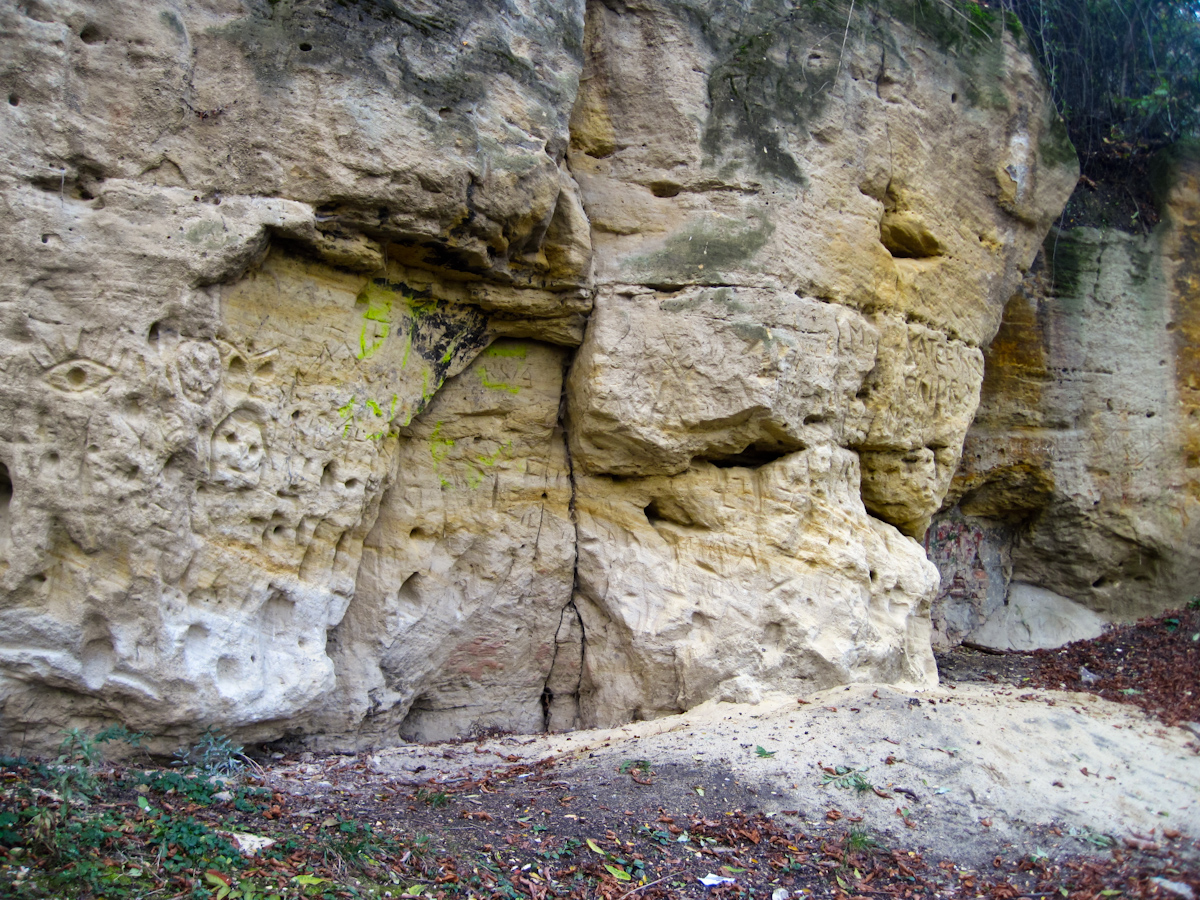
Vandalizmus

Lokalita je hodně navštěvována, protože se nachází na okraji velkého sídliště a je zařazená do naučné stezky, oblíbena pejskaři. To vše samozřejmě nese ohrožení eutrofizací (psí výkaly), znetvoření skalních stěn vandaly, odkládáním odpadků a zakládáním ohnišť.
Plán péče pro Prosecké skály v období 2010–2019 stanovuje majoritně zachování současného stavu, což předpokládá občasné koseni a prořezávání sukcesních křovin a dřevin, zamezení vandalizmu, vzniku černých skládek, omezení pohybu osob a psů jen na vyznačené stezky.

## Turismus
Přírodní památkou vede turistická značená trasa 1105 od konečné tramvají v Kobylisích do Starých Malešic.